# Brasiliorchis piresiana
Brasiliorchis piresiana är en orkidéart som först beskrevs av Frederico Carlos Hoehne, och fick sitt nu gällande namn av Eric Alston Christenson. Brasiliorchis piresiana ingår i släktet Brasiliorchis och familjen orkidéer. Inga underarter finns listade i Catalogue of Life.